# Haftel

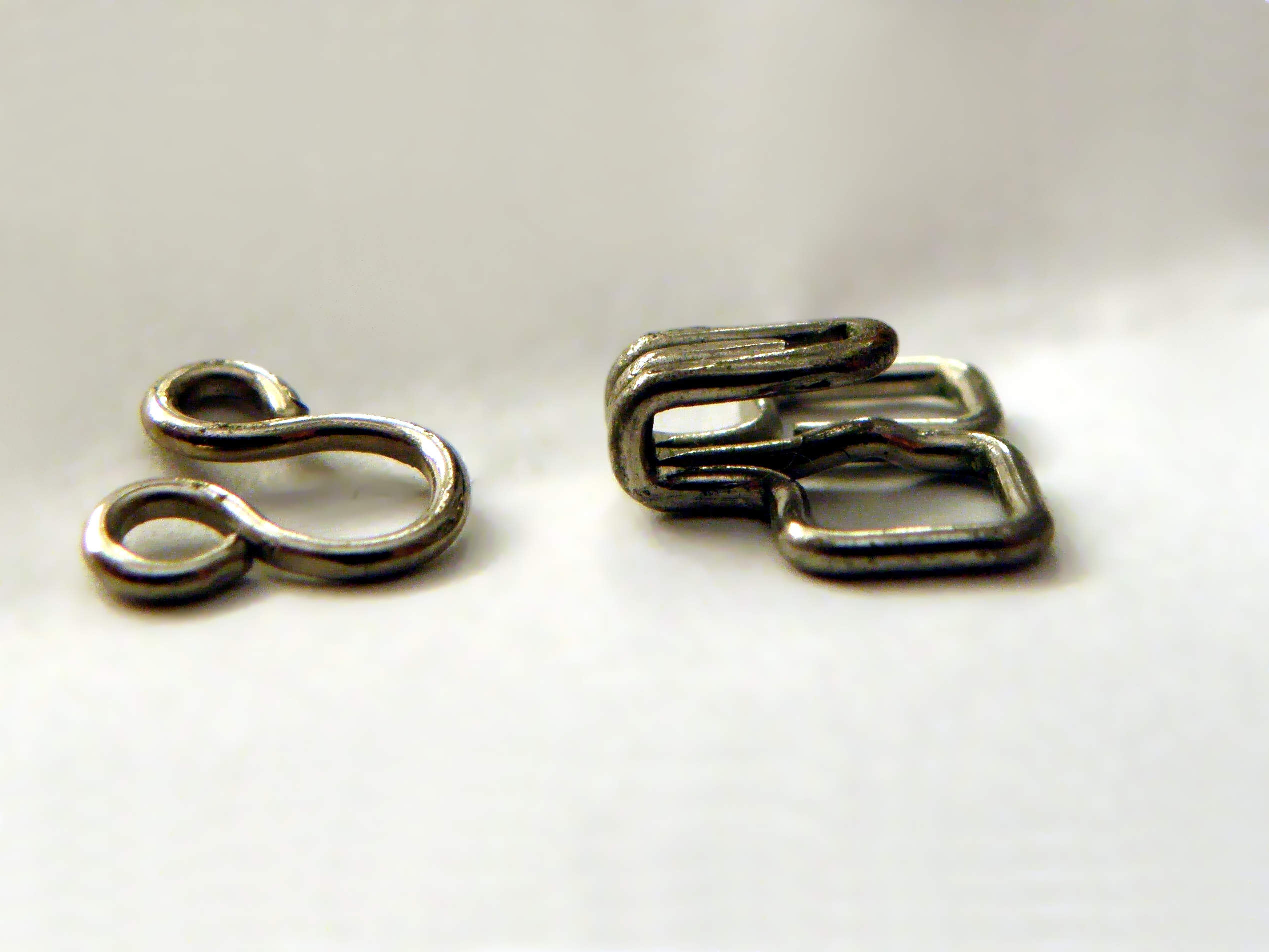
Haftel: Öse (links) und Haken

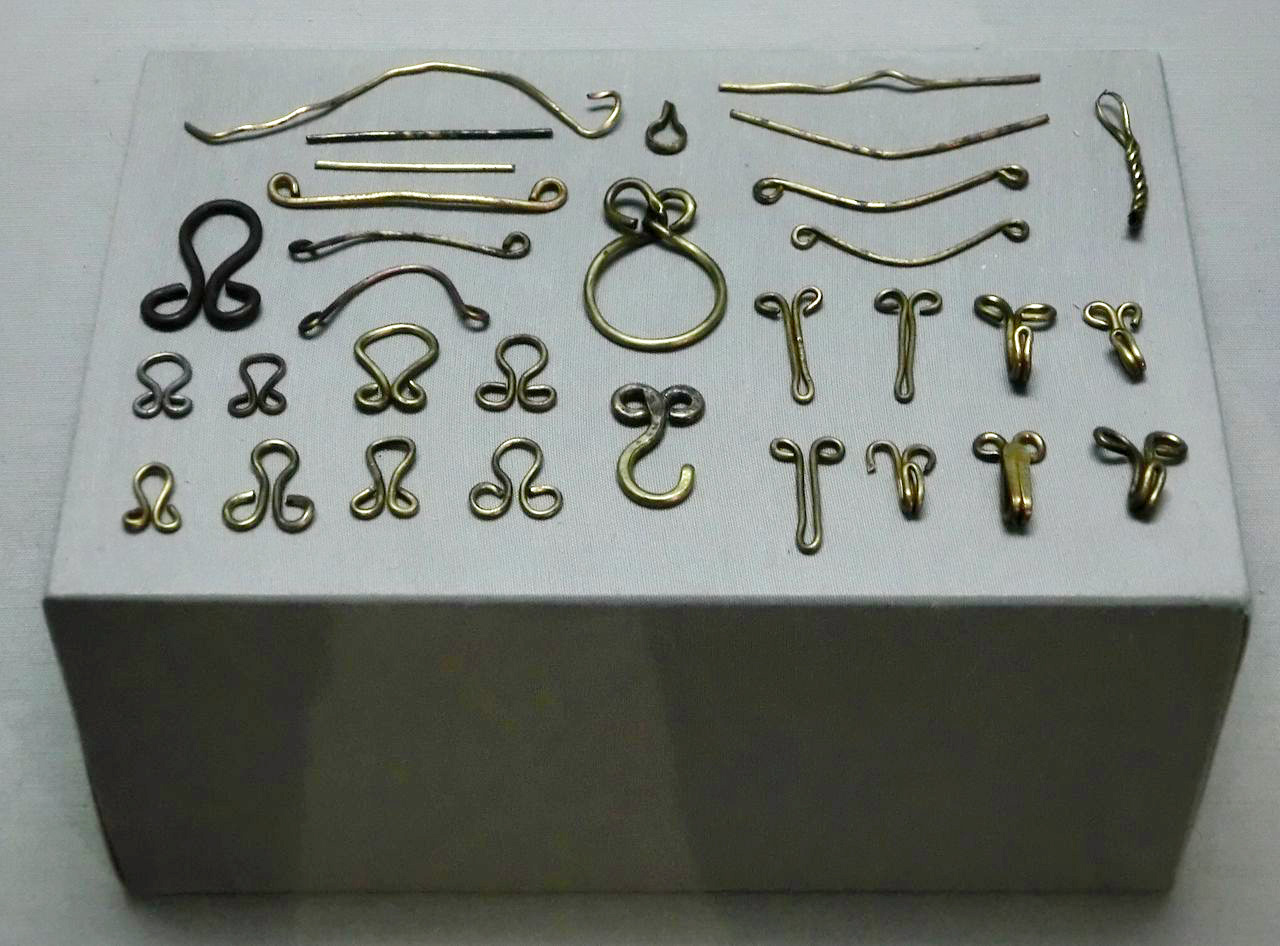
Haken und Ösen aus dem Mühlberg-Ensemble in Kempten, 15./16. Jh.

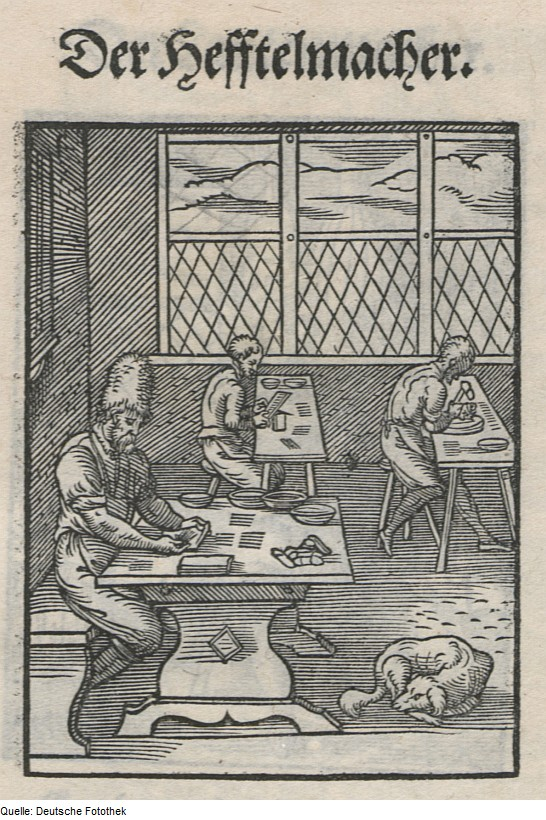
Heftelmacher in Das Ständebuch (1568)

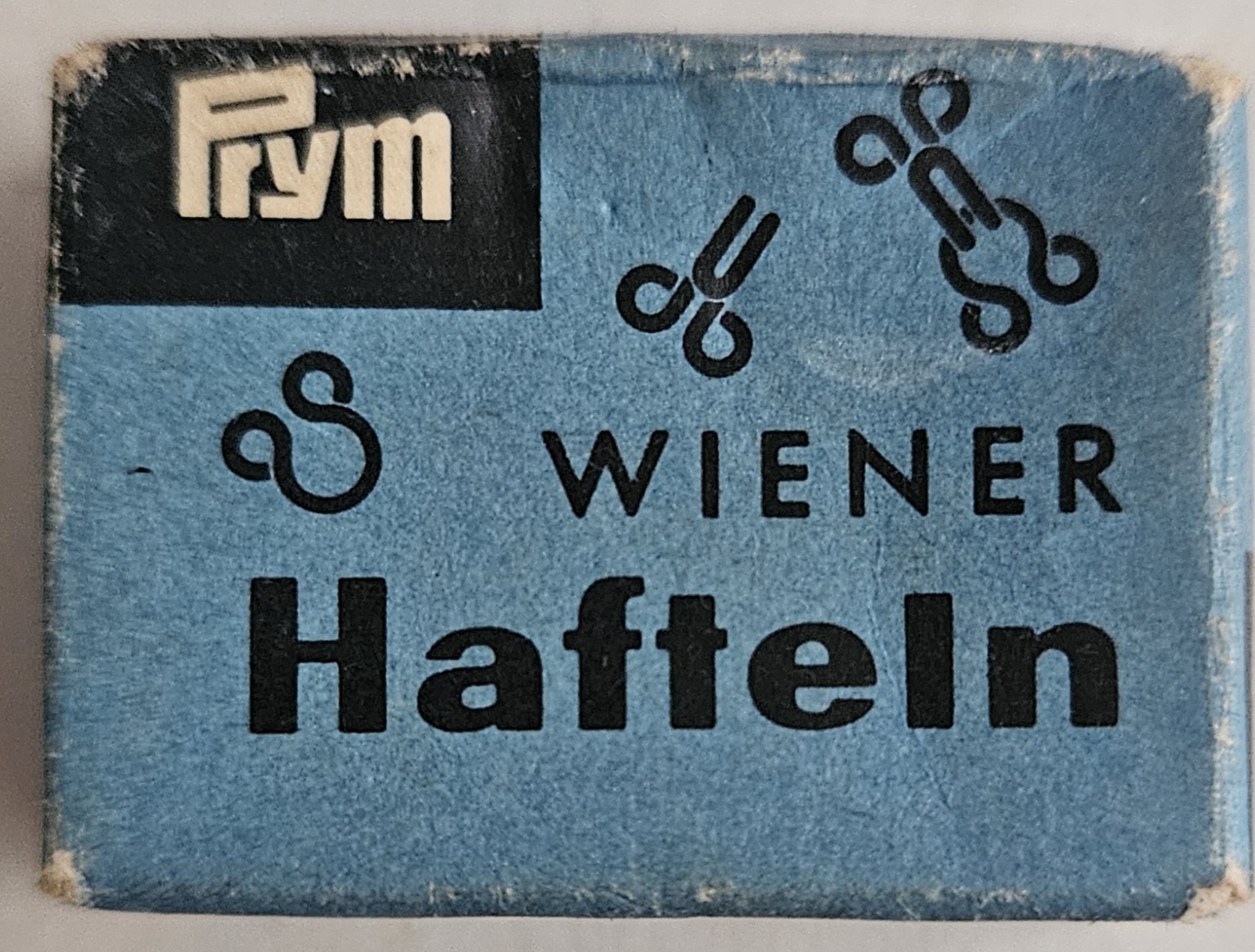
Schachtel mit Wiener Hafteln der Firma Prym, ca. 1970

Der oder das Haftel, auch das Häftel, Häftli oder die Hafte (von mhd. heftelîn, haftel), ist eine Schließe zum Zusammenhalten eines Umhangs oder anderen Kleidungsstücks.
Man unterscheidet bei den Hafteln:
- Die Agraffe (von französisch agrafe ‚Haken‘) – ein Haken, der meist in eine kleine Öse als Gegenstück einrastet. Sie findet sich auch unter Namen wie Hafthaken, Haftmännchen, Krampen, Krapen oder Vater.[1]
- Die Fibel (von lat. fibula ‚Spange‘), die nach dem Prinzip der Sicherheitsnadel funktioniert.[2]

Beide Formen sind ab dem 14. Jahrhundert durch Knopf und Knopfloch abgelöst worden, die Fibel hat sich nur als Brosche erhalten, die Agraffe war als Haftel aber bis in das 20. Jahrhundert üblich und findet sich in der Tracht und an Büstenhaltern noch heute.
Der Beruf des Haftelmachers findet sich schon früh als acicularius ‚Nadler, Haftelmacher‘ (auch Heftelmacher, Haftenmacher, Häftlimacher u. ä.). Von ihm leitet sich das sprichwörtliche aufpassen wie ein Haftelmacher ab, das sich ursprünglich auf die Sorgfalt beim Biegen der kleinen Geräte bezog.
Agraffe oder Hafte(l) nennt man auch bei Schnürschuhen die Häkchen zum Einhaken der Schuhbänder anstelle von Ösen zum Durchziehen.